# Цоньо Василев
Цоньо Димитров Василев (прякор Трета хирургия) (1952-2015)  е бивш български футболист, ляв защитник. Играл е за Волов (Шумен), ЦСКА (София) и кипърския Етникос Ахнас.  Един от най-прочутите леви защитници в историята на футбола ни. Изявява се с бързина и чести флангови рейдове към противниковата врата. След приключването на състезателната си дейност е треньор на Шумен и Черно море. Общински съветник в Общински съвет-Шумен за мандат 2007-2011 г., избран от листата на БСП. Член на УС на ФК Шумен 2010.

## Кариера
Роден в Търговище, още в ранна детска възраст Цоньо Василев се премества да живее в Шумен заедно със семейството си. Първоначално започва да тренира лека атлетика, след което се преориентира към футбола.

### Волов (Шумен)
Израства в школата на местния Волов (Шумен). Дебютира за първия тим на 18-годишна възраст. През сезон 1971/72, с негова помощ, Волов печели историческа промоция за А група. Василев дебютира официално в елитното ни първенство на 19 август 1972 г. при загуба с 1:2 от Етър. До края на сезона записва 29 мача, в които бележи един гол, но Волов изпада. Въпреки това, с изявите си Василев приковава вниманието на редица грандове. В крайна сметка, през лятото на 1973 г. е привлечен от ЦСКА (София).

### ЦСКА
С отбора на ЦСКА е шампион през 1975, 1976, 1980 и 1981, както и носител на купата на страната през 1974 г. Има 199 мача с 8 гола за първенство. Има 24 мача за ЦСКА в евротурнирите (16 в КЕШ, 2 в КНК и 6 за купата на УЕФА).

## Национален отбор
Василев има 46 мача с 3 гола в А националния отбор, 4 мача за Б националния и 23 мача с 2 гола за младежкия национален отбор, с който е Балкански шампион за младежи. Участва на Световното първенство по футбол – 1974 г. в Германия, където е титуляр и в трите мача на нашите. През 1975 г. е удостоен със званието „Майстор на спорта“. През 1981 г. взема участие в сборен отбор на Европа в Истанбул, редом с Йохан Кройф, Бернард Диц и др.

## Смърт
Загива трагично в Шумен на 2 юни 2015 г. като пада в шахта .